# روکیتامایسین

روکیتامایسین (انگلیسی: Rokitamycin) نوعی آنتی بیوتیک ماکرولیدی است که توسط سوش های استرپتومایسس کیتاساتونسیس (Streptomyces kitasatoensis) تولید میشود.